# Pásztor Miksa
Pásztor Miksa, születési és 1907-ig használt nevén Politzer Miksa (Turócszentmárton, 1870. április 24. – Budapest, 1944. november 11.) pénzügyi szakember, bankigazgató, kincstári főtanácsos.

## Élete
Politzer Vilmos és Tedesco Júlia gyermekeként született zsidó családban. Középiskolai tanulmányait Budapesten végezte. A Budapesti Bankegyesület Részvénytársaság szolgálatába lépett és közben rendkívüli hallgatóként a Budapesti Tudományegyetemen szaktárgyakat hallgatott. 1901-ben cégvezetői kinevezést kapott. A következő évben megbízták a Bankegyesület felszámolásával, amit olyan sikerrel végzett, hogy az ország egyik legelső pénzügyi szaktekintélyévé vált. 1912 márciusában a Magyar Pénzintézetek Központi Hitelbankja Rt. ügyvezető igazgatójává választották. 1916. július 1-jén megalakult a Pénzintézeti Központ, ahová meghívták igazgatónak hívták és a válságba jutott pénzintézetek ügyeinek rendezésével foglalkozott. 1922-ben a kormányzó magyar királyi kincstári főtanácsosi címmel tüntette ki 1926-ban közérdekű munkásságának elismeréséül a Pénzügyi Központ helyettes vezérigazgatójává, három évvel később (1929) pedig vezérigazgatóvá nevezték ki. 1935-ben nyugalomba vonult. 1939 márciusában a zuglói református egyház lelkészi hivatala által kiállított kivonat szerint feleségével kikeresztelkedtek a református vallásra. Több közgazdasági, tudományos és társadalmi egyesület tagja volt. Halálát agyvérzés okozta a Hermina út 2. számú otthonában.

## Családja
Felesége Pick Balduina (1878–?) volt, Pick Ignác és Gruber Anna lánya, akit 1899. április 22-én Budapesten, a Terézvárosban vett nőül.
Gyermekei:
- Politzer Ilona (1900–1901)
- Pásztor Géza (1901–1911)
- Pásztor Borbála (1903–1973). Férje Martos Sándor (1888–1957) közgazdasági író, bankigazgató.

## Főbb művei
- A szanálások jelentősége (Budapest, 1913)
- A háborús szervek szerepe és működése (Budapest, 1924)